# 1984 SN6
1984 SN6 är en asteroid i huvudbältet som upptäcktes den 23 september 1984 av den belgiske astronomen Henri Debehogne vid La Silla-observatoriet.
Asteroiden har en diameter på ungefär 8 kilometer.